# Principado episcopal de Utrecht
El Principado episcopal de Utrecht (en neerlandés: Sticht Utrecht; en latín: Episcopatus Ultraiectensis) fue un principado eclesiástico del Sacro Imperio Romano Germánico, ubicado en los actuales Países Bajos. De 1024 a 1528, fue considerado como uno de los principados-obispados del Sacro Imperio Romano Germánico, fue gobernado por los obispos de Utrecht.
El Principado-Obispado de Utrecht no debe confundirse con la Diócesis de Utrecht, que abarcaba un área más amplia. En las áreas fuera del Principado-Obispado, el obispo ejercía solo autoridad espiritual, no temporal.
En 1528, Carlos V, emperador del Sacro Imperio Romano Germánico, secularizó el Principado-Obispado, privando al obispo de su autoridad secular.

## Historia
La diócesis de Utrecht se estableció en 695 cuando San Willibord fue consagrado obispo de los frisones en Roma por el papa Sergio I. Con el consentimiento del gobernante franco , Pipino de Herstal, se instaló en un antiguo fuerte romano en Utrecht. Después de la muerte de Willibrord, la diócesis sufrió mucho por las incursiones de los frisones, y más tarde de los vikingos . Es dudoso que Willibrord pueda ser considerado el primer obispo de Utrech; como señala James Palmer, "no hubo un concepto real de un obispado bien definido hasta al menos los días de Alberico (775-84)". Y aunque en sus hagiografías se hace referencia a San Bonifacio como sucesor de Willibrordo (y, a su vez, se hace referencia a Gregorio de Utrecht como sucesor de Willibrordo y Bonifacio), esto no significa necesariamente "sucesor como obispo", sino más bien que se sucedieron mutuamente como misioneros entre los frisios.

### Base
Los tiempos mejores llegaron durante el reinado de los emperadores sajones, que convocaban con frecuencia a los obispos de Utrecht para asistir a los concilios y dietas imperiales. En 1024 los obispos fueron nombrados príncipes del Sacro Imperio Romano Germánico y se formó el nuevo Principado episcopal de Utrecht. El territorio secular sobre el que gobernaba se conocía como Sticht Utrecht o Het Sticht. Este territorio se dividió en dos, el Nedersticht (Bajo Sticht, que corresponde aproximadamente a la actual provincia de Utrecht) y el Oversticht (Alto Sticht, que abarca las actuales provincias de Overijssel, Drenthe y parte de Groningen).
En 1122, con el Concordato de Worms, el derecho de investidura del emperador fue anulado y el cabildo catedralicio recibió el derecho de elegir al obispo. Sin embargo, pronto se vio obligado a compartir este derecho con los otros cuatro cabildos colegiales de la ciudad. Los condes de Holanda y Güeldres, entre cuyos territorios se encontraban las tierras de los obispos de Utrecht, también intentaron adquirir influencia sobre la designación de la sede episcopal. Esto a menudo dio lugar a disputas y, en consecuencia, la Santa Sede interfirió con frecuencia en la elección. Después de mediados del siglo XIV, los papas nombraron repetidamente al obispo directamente sin tener en cuenta a los cinco cabildos.
Fue parte del Círculo de Baja Renania-Westfalia hasta 1548, cuando se unió al Círculo de Borgoña como parte de los Países Bajos de los Habsburgo.
En 1527, el obispo vendió sus territorios, y con ello su autoridad secular, al emperador Carlos V y el principado pasó a ser parte integrante de los dominios de los Habsburgo. Los capítulos transfirieron su derecho de elección del obispo a Carlos V y a su gobierno, medida a la que dio su consentimiento el papa Clemente VII, bajo presión política tras el Saqueo de Roma.

### Disolución
El principado-obispado de Utrecht fue conquistado por las tropas de los Habsburgo en 1528. El núcleo territorial suroccidental de Nedersticht, en torno a la ciudad de Utrecht, pasó a ser el señorío de Utrecht, mientras que la parte sur de Oversticht pasó a ser el señorío de Overijssel. Las partes septentrionales fueron anexadas en 1536 como el condado de Drenthe.

## Lista de obispos
- Adalboldo II (1010–1026)
- Bernold (1026/7–1054)
- Guillermo I (1054–1076)
- Conrado (1076–1099)
- Burchard (1100–1112)
- Godbaldo (1114–1127)
- Andrés van Cuijk (1127/8-1139)
- Hartberto (1139–1150)
- Herman van Horne (1151-1156)
- Godofredo van Rhenen (1156-1178)
- Balduino II de Holanda (1178-1196)
- Arnoldo I van Isenburg (1196–1197)
- Dirk I van Holland (1197)
- Dirk II van Are (van Ahr) (1197/8-1212)
- Otón I van Gelre (1212-1215)
- Otón II van Lippe (1216-1227)
- Wilbrand van Oldenburg (1227-1233)
- Otón III de Holanda (1233-1249)
- Gozewijn van Amstel (van Randerath) (1249-1250)
- Enrique I van Vianden (1250/2-1267)
- Juan I de Nassau (1267–1290)
- Juan II van Sierck (1290-1296)
- Guillermo II Berthout (1296–1301)
- Guy van Avennes (1301–1317)
- Federico II van Sierck (1317-1322)
- Jacob van Oudshoorn (1322)
- Juan III van Diest (1322-1340)
- Juan IV van Arkel (1342-1364)
- Juan V van Virneburg (1364-1371)
- Arnoldo II de Horne (1371–1379)
- Floris van Wevelinkhoven (1379-1393)
- Federico III de Blankenheim (1393-1423)
- Rudolf van Diepholt (1423-1455)
- Zweder van Culemborg (1425-1433)
- Walraven van Meurs (1434-1448)
- Gijsbrecht van Brederode (1455-1456)
- David de Borgoña (1456–1496)
- Federico IV de Baden (1496–1517)
- Felipe de Borgoña (1517–1524)
- Enrique del Palatinado (1524-1529)